# هسيودوس

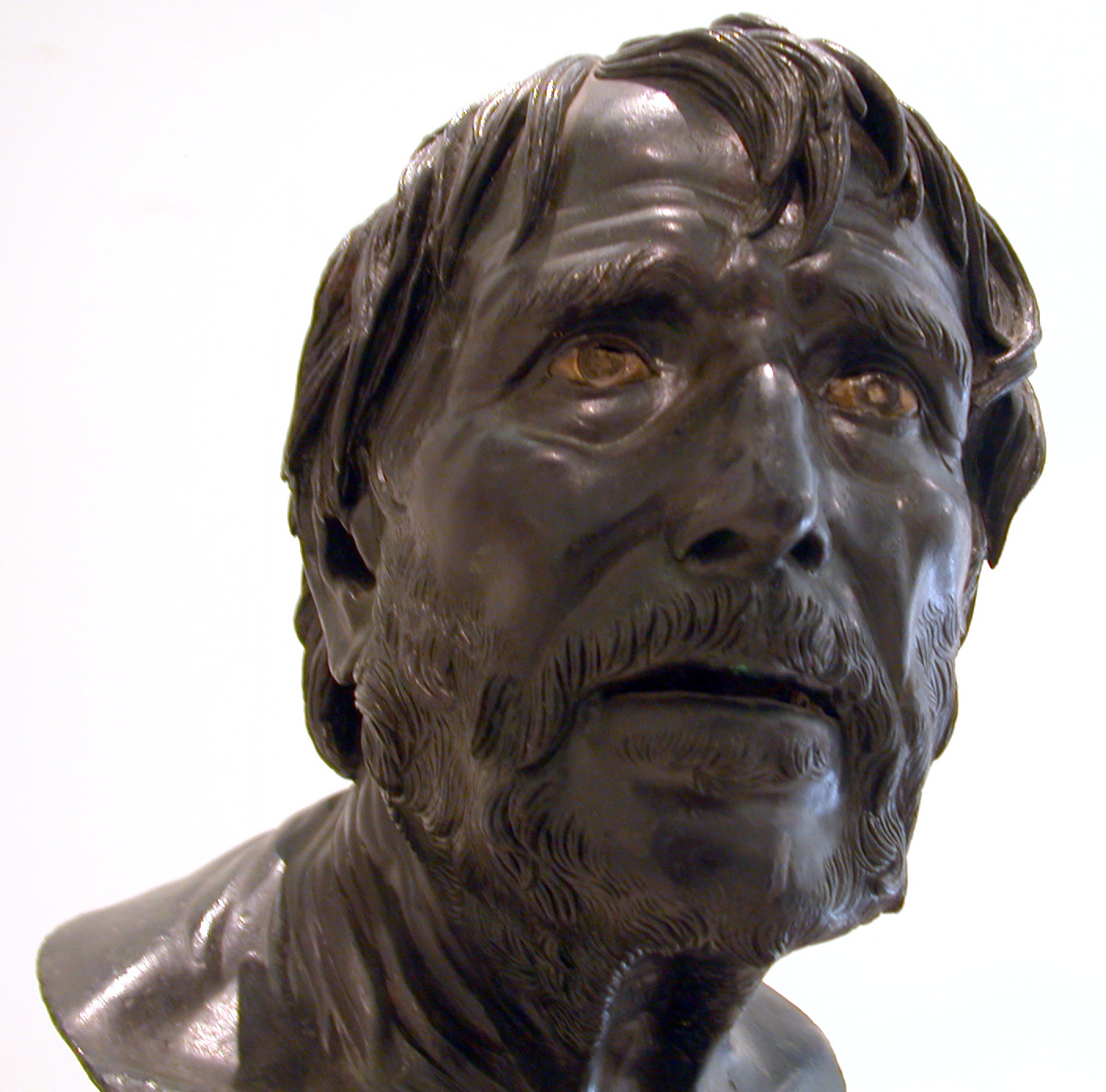
تمثال برونزي قديم كان يُعتقد أنه لسنيكا، لكنه الآن يُعتبر شكلاً تخيلياً لهسيود.

هِسْيُود أو هزيود أو هسيودوس، شاعر إغريقي مشهور، يظن الباحثون أنه عاش بين 750 و650 قبل الميلاد، أي في زمان هوميروس تقريبًا. يُعد عمومًا أول شاعر كِتابي في التراث الغربي يَعُد نفسه شخصية فردية لها دور فعال في الموضوع الذي يكتب عنه. عزا كُتاب قدماء إلى هسيود وهوميروس ابتداع عادات دينية يونانية. يعدّه الباحثون المتأخرون مصدرًا مهمًا: لميثولوجيا اليونانيين، وتقنياتهم الزراعية، وأفكارهم الاقتصادية المبكرة (ويُعد أحيانًا أول اقتصادي في التاريخ)، وعلمهم الفلكي القديم، وأدوات قياس الوقت القديمة.

## حياته
تأريخ حياة هسيود محل نزاع بين الباحثين. لم يتِح الشعر القصصي الملحمي لأمثال هوميروس فرصة الكلام عن أنفسهم، لكن في ما وصل إلينا من أعمال هسيود بعضُ الأشعار التعليمية الإرشادية التي كاشف فيها جمهوره ببعض تفاصيل حياته. في قصيدة «الأعمال والأيام» -كما في بعض فقرات قصيدة «ثيوغونيا»- ثلاث إشارات صريحة تدعم استنتاجات ذهب إليها الباحثون. قال في القصيدة الأولى إن أباه أتى من كيمي بمنطقة أيولس (على ضفاف آسيا الصغرى، جنوب جزيرة لسبوس)، وعبر البحر واستقر قرب تيسبيا بمنطقة بيوتيا، في قرية صغيرة تُدعى أسكري، وهي «مكان ملعون، قاسٍ شتاءً، شاق صيفًا، لا متعة فيه أبدًا» (الأعمال 640). نازعه أخوه برسيس على وِرثه (أرض صغيرة عند سفح جبل هِليكون)، فقاضاه. والظاهر أن أخاه احتال على نصيبه الشرعي بمساعدة سادة أو «ملوك» فاسدين، لكنه بعد الاحتيال صار إلى فقر، واستجدى أخاه الشاعر الحريص (الأعمال 35، 396).
كان هسيود على عكس أبيه كارهًا الإبحار، لكنه ذات مرة عبَر المضيق الموجود بين البر اليوناني الرئيس وجزيرة الوابِيَة، ليشارك في مراسم جنازة أحد ملوك خالكيذا، وهنالك فاز بجائزة في مسابقة غنائية. ذكر هسيود أيضًا أنه التقى آلهة الإلهام (الميوزات) على جبل هليكون حيث كان يرعى الغنم، فقدَّمن إليه عصا من خشب الغار، رمزًا لسلطانه الشعري (ثيوغونيا 22–35). قد تبدو الرواية خيالية طبعًا، لكن الباحثين المتقدمين والمتأخرين استنتجوا منها أن هسيود لم يكن مُلقِي ملاحم مدرَّبًا تدريبًا احترافيًا، وإلا لقدمت إليه الآلهة سمسمية بدل العصا.
رأى بعض الباحثين أن برسيس شخصية أدبية اختلقها هسيود في «الأعمال والأيام» لتُناقض بطل القصيدة وليوصل بها رسالته الأخلاقية، لكن توجد حجج مضادة لهذه النظرية. صحيح أن الأعمال الوعظية يشيع فيها اختلاق أشياء لشدّ انتباه الناس، لكن يصعب تخيل أن هسيود طاف بالأرياف لتسلية الناس بشعر قصصي عن نفسه وهم يعلمون أن القصص خيالية مختلقة. وأما غريغوري ناجي، فيرى أن برسيس (أي «المدمِّر») وهسيودوس (أي «مصدِر الصوت») اسمان وهميان لشخصيات شعرية.
قد يبدو غريبًا أن يهاجر أبو هسيود غربًا من آسيا الصغرى إلى بر اليونان الرئيس، معاكسًا اتجاه معظم الحركات الاستعمارية حينئذ، وهسيود نفسه لم يفسر هذا. لكن في 750 ق.م أو بُعَيدها، هاجر تجار هجرة بحرية من موطنه في كيمي بآسيا الصغرى إلى كوماي بكامبانيا (مستعمرة شاركوا فيها الوابِيون)، فربما كان لانتقاله غربًا علاقة بذلك، لأن الوابِيَة ليست بعيدة عن بيوتيا، حيث استقر أخيرًا هو وأسرته. وانحدار الأسرة من كيمي قد يفسر علم هسيود بالأساطير الشرقية الواضح في أشعاره.
صحيح أن هسيود تذمر من الفقر، لكن حياته في مزرعة أبيه لا يُحتمل أنها كانت شاقة. فنحن إذا احتكمنا إلى قصيدة الأعمال والأيام، وجدناه يصف روتين مُلاك أثرياء، لا روتين فلاحين. ذكر توظيف: خدم (الأعمال والأيام - 502، 573، 597، 608، 766)، وعبْد صبي لتغطية البذور (441–6) وخادمة لصيانة المنزل (405، 602)، ومجموعة من البغال والثيران (405، 607). احتمل باحث متأخر أن هسيود كان عالمًا بجغرافية العالم -ولا سيما الأنهار المذكورة في ثيوغونيا (337–45)-، بعدما سمع من أبيه قصص رحلاته البحرية أثناء التجارة. يرجح أن الأب كان يتكلم بلهجة كيمي الأيولية، وأما هسيود؛ فالأرجح أنه نشأ ناطقًا البيوتيّة المحلية (واللهجتان في دائرة لغوية واحدة). ومع ذلك، حوى شعره بعض العبارات والأساليب الأيولية، ولم يحوِ أي كلمة بيوتية محضة. كانت لغته الرئيسة هي اللهجة الأدبية السائدة آنذاك: اللهجة الأيونية.
يُرجّح أن هسيود كتب قصائده أو أملاها، لا أنه ألقاها شفويًا مثل مُلقي الملاحم، وإلا لانطمست شخصيته المتميزة المتجلية في قصائده وامتزجت بغيرها في انتقالها الشفوي من مُلقي ملاحم إلى آخر. أكد الجغرافي باوسانياس أن البيوتيِّين أرَوه لَوحًا رصاصيًا قديمًا نُقشت عليه قصيدة الأعمال. فإن صح أن هسيود كتبها أو أملاها فعلًا، فربما فعل ذلك للتذكير، أو لعدم ثقته بقدرته على نظم قصائد ارتجالية مثل مُلقي الملاحم المتمرسين، لكن الأكيد أنه لم يفعل ذلك طمعًا في خلود ذكره. لكن عزا بعض الباحثين التغيرات الكثيرة الموجودة في النص إلى النقل الشفوي. يُحتمل أنه ألف أشعاره في أوقات فراغه في المزرعة، في الربيع قبل موسم حصاد مايو، أو في آخر الشتاء.
الشخصية الكامنة خلف القصائد غير متّسمة «بالانطواء الأرستقراطي» المألوف عند مُلقي الملاحم، وإنما هي شخصية «جدلية، شكّاكة، ظريفة ظرفًا ساخرًا، مقتصدة، مولعة بالأمثال، حذرة من النساء». بل لقد كان كارهًا للنساء كما كان الشاعر اللاحق سِمونيد. يشبه الشاعرً سولون في انشغاله بقضايا الخير والشر وبمسألة «كيف يسمح إله عادل تام القدرة بشيوع الظلم في هذه الحياة». توحي قدرته على تأبين الملوك في فيثيوغونيا (80، 430، 434) وعلى شجبهم لفسادهم في الأعمال والأيام بأنه يستطيع مجاراة أي جمهور يَنظم له الشعر.

## روابط خارجية
- هسيودوس على موقع الموسوعة البريطانية (الإنجليزية)
- هسيودوس على موقع ميوزك برينز (الإنجليزية)
- هسيودوس على موقع إن إن دي بي (الإنجليزية)
- هسيودوس على موقع ديسكوغز (الإنجليزية)